# Dinko Šakić
Dinko Šakić (ur. 8 września 1921 w Studenci, zm. 20 lipca 2008 w Zagrzebiu) – chorwacki zbrodniarz wojenny, zastępca komendanta ustaszowskiego obozu koncentracyjnego Stara Gradiška oraz komendant obozu śmierci w Jasenovacu.

## Życiorys
Uczył się w szkole handlowej w miejscowości Bosanska Gradiška. Po inwazji wojsk Osi na Królestwo Jugosławii i ustanowieniu Niepodległego Państwa Chorwackiego 10 kwietnia 1941 roku, wstąpił do Sił Zbrojnych Ustaszy. Do 1942 pełnił funkcję zastępcy komendanta obozu koncentracyjnego w miejscowości Stara Gradiška, a do 1944 – komendanta obozu koncentracyjnego w Jasenovacu. Po zakończeniu wojny przedostał się do Austrii, a stamtąd wyjechał do Argentyny.
Od roku 1947 prowadził sklep tekstylny w Rosario. Był gorącym zwolennikiem prezydenta Juana Peróna. Po jego obaleniu w 1955, przeniósł się do frankistowskiej Hiszpanii, gdzie został bliskim współpracownikiem Vjekoslava Luburicia, byłego generała z okresu NDH. Następnie powrócił do Argentyny. W 1995 udzielił wywiadu chorwackiej dziennikarce Aleksie Crnjaković, w którym ujawnił swoje wojenne losy.
W roku 1998 Centrum Szymona Wiesenthala wystąpiło o ekstradycję i osądzenie go za zbrodnie wojenne. W rezultacie został aresztowany przez argentyńską policję i przewieziony do Zagrzebia, gdzie władze chorwackie w lipcu wytoczyły mu proces. W 1999 został uznany za winnego zbrodni na więźniach obozu koncentracyjnego w Jasenovacu i skazany na karę 20 lat pozbawienia wolności. Zmarł w szpitalu w Zagrzebiu po długiej chorobie obejmującej problemy kardiologiczne.